# A Sunset Panorama
Sunset Panorama to trzecia płyta długogrająca wydana przez szwedzki zespół Logh.

## Lista utworów
1. "String Theory" – 1:53
2. "Fell into the Well" – 3:43
3. "A Sunset Knife Fight" – 4:09
4. "Destinymanifesto" – 2:45
5. "Asymmetric Tricks" – 4:02
6. "Bring on the Ether" – 3:16
7. "The Big Sleep" – 4:07
8. "Trace Back the Particle Track" – 4:13
9. "Ahabian" – 3:21
10. "My Teachers Bed" – 4:05
11. "The Smoke Will Lead You Home" – 4:19
12. "Exit" – 1:36